# ریتا روسیچ
ریتا روسیچ (صربی‌کرواتی: Rita Rusić؛ ‏ کرواتی: [ˈri:ta ˈru:sitɕ]؛ ‏ زادهٔ ۱۶ مهٔ ۱۹۶۰) یا ریتا روزیچ (ایتالیایی: Rita Rusić؛ ‏ ایتالیایی: [ˈri:ta ˈru:zitʃ]) تهیه‌کننده فیلم و بازیگر اهل کرواسی و ایتالیا است. وی از سال ۱۹۸۲ میلادی تاکنون مشغول فعالیت بوده‌است.
از فیلم‌ها یا مجموعه‌های تلویزیونی که وی در آن‌ها نقش داشته‌است، می‌توان به بانیوماریا، گنجشک، ستاره‌ساز، چرخند، نیروانا، زندگی زیباست، گوژپشت، اتاق‌خواب‌ها، راه حل سوم و فانتوتسی ۲۰۰۰ – شبیه‌سازی اشاره نمود.